# مارتن باو
مارتن باو (بالسلوفينية: Martin Bau)‏ (مواليد 8 أكتوبر 1994) هو سبّاح سلوفيني، مثّل بلاده في الألعاب الأولمبية الصيفية 2016.

## روابط خارجية
مارتن باو على موقع الاتحاد الدولي للسباحة (الإنجليزية)
- مارتن باو على موقع أوليمبيديا (الإنجليزية)